# Tyvek

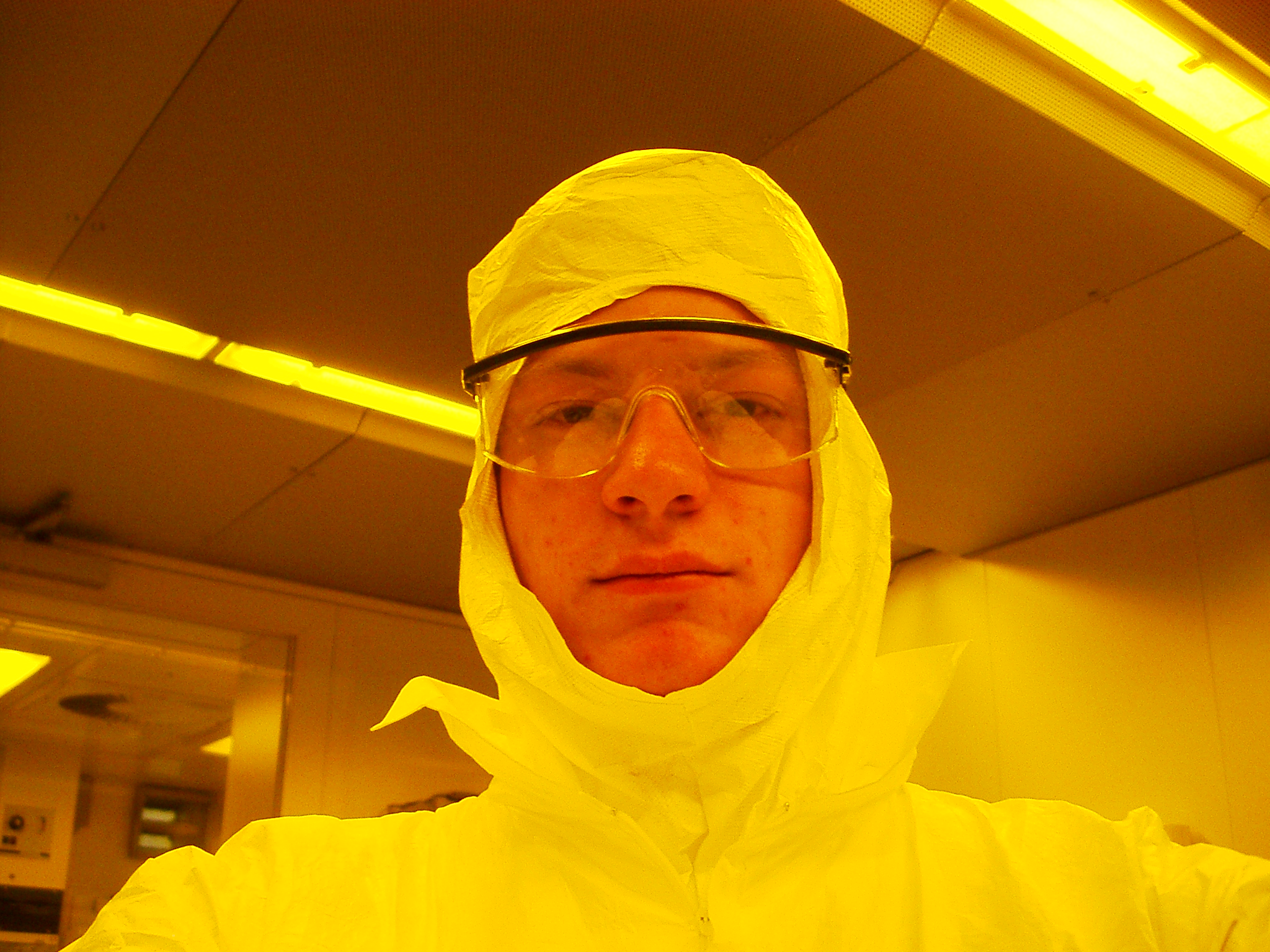
Tyvek-Anzug mit -Haube im Reinraum

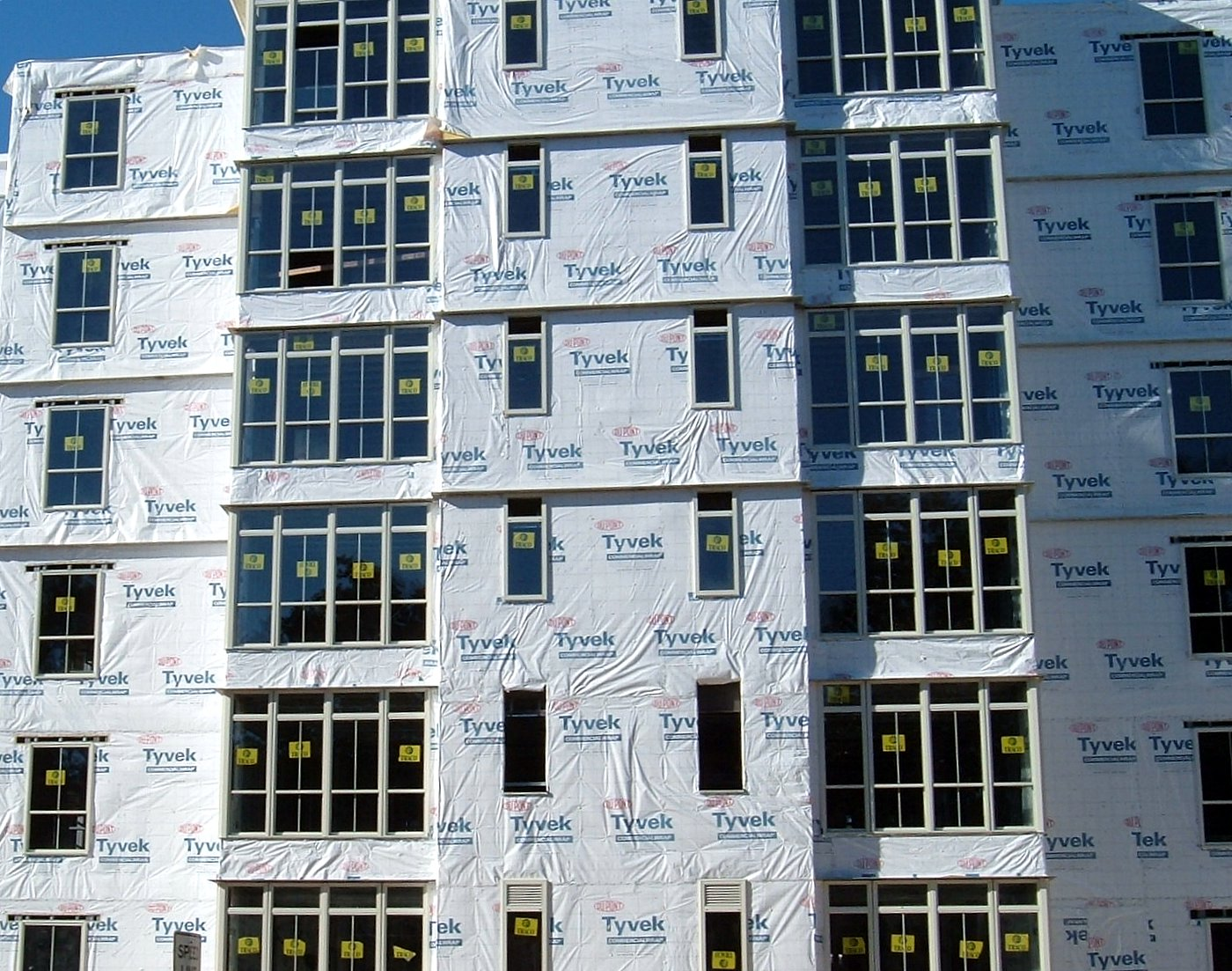
Tyvek-Gebäudeverhüllung

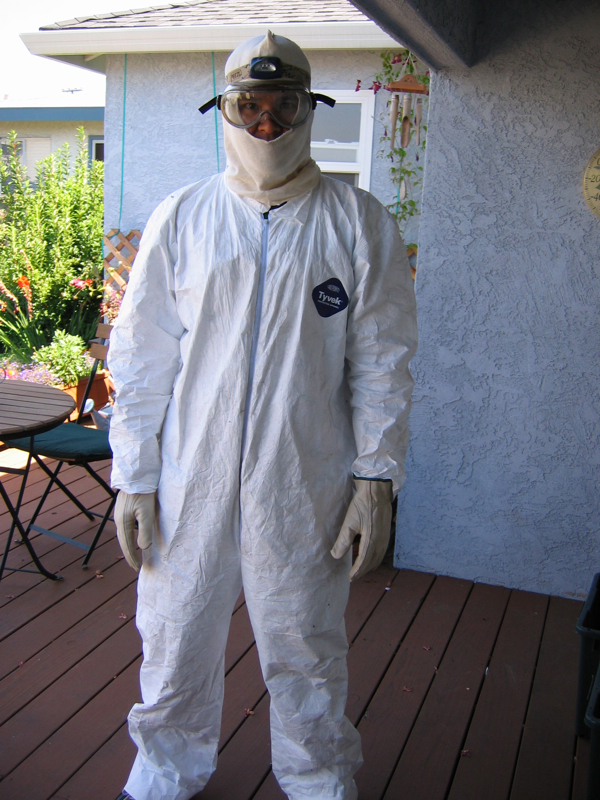
Tyvek-Anzug

Tyvek ist eine registrierte Marke des Unternehmens DuPont für einen Vliesstoff aus Polyethylen hoher Dichte (PE-HD), der sich aus fibrillierten, eng miteinander zu Netzwerken verbundenen  Feinstfilamenten im Durchmesserbereich von 0,5 bis 10 µm aufbaut. Durch zwei unterschiedliche Verfestigungsverfahren der abgelegten Feinstfaserschichten mit Kalandern mit glatten Walzen bzw. mit Gravurwalzen entstehen einmal flächengebundene Produkte mit papierartigem bzw. folienartigem, etwas steiferem Charakter (Typ 10) für z. B. die Verpackungs- und Bürobedarfsindustrie bzw. punktförmig gebundene Produkte mit textilem, weicherem Charakter (Typ 14) z. B. für Schutzkleidung im Reinraum oder als Basismaterial für chemikalienbeständige Beschichtungen für die Fertigung von Chemikalienschutzanzügen. Außerdem existiert ein Typ 16, der mit Löchern von 0,13 und 0,51 mm Durchmesser perforiert ist, was zu einem noch besseren textilen Charakter bei erhöhter Luft- und Feuchtigkeitsdurchlässigkeit führt. Die unterschiedlichen Typen werden in verschiedenen Flächenmassen hergestellt.

## Herstellung
Die Herstellung von Tyvek-Vliesstoffen erfolgt nach der Flash-Spinning-Technologie (Verdampfungsspinnvliesverfahren), einem exklusiven Verfahren der Firma DuPont. Entwicklungsarbeiten begannen dafür 1955 und führten 1959 zu einer ersten Pilotanlage und letztendlich 1967 zur kommerziellen Produktionsaufnahme. Tyvek wird an den Standorten Richmond, Virginia/USA und Contern/Luxemburg produziert. Ein Konfektionierungsunternehmen von DuPont befindet sich in Shenzhen, China.
Bei diesem Verfahren wird PE-HD mit einem Lösungsmittel (z. B. Methylenchlorid) gemischt und unter hohem Druck in einem Autoklaven auf hohe Temperaturen (25 K und mehr über den Siedepunkt des Lösungsmittels) erhitzt. Das Lösungsgemisch wird dann unter äußerst präziser Steuerung durch Düsen geführt und in einer explosionsartigen Reaktion entspannt. Das Lösungsmittel verdampft dabei und es wird ein dreidimensionales Netzwerk aus dünnen fibrillierten, in Strangform vorliegenden Filamenten durch eine oszillierende Ablagevorrichtung auf ein Ablageband, das gleichzeitig als Transportband dient, abgelegt. Es entsteht eine isotrope Faseranordnung, was sich positiv auf die Weiterreißfestigkeit auswirkt. Ebenfalls zu erhöhten Festigkeitswerten trägt eine Mindestlänge der fibrillierten Filamente von  ca. 120 mm bei, wie es in einem der Grundlagenpatente dieses speziellen Vliesstoffherstellungsverfahrens angeführt wird. Wie schon genannt, werden die Faserschichten mit Kalandern unterschiedlicher Art durch Hitze und Druck verfestigt. Weitere Behandlungen wie eine antistatische Ausrüstung oder eine Druckvorbehandlung durch Coronabestrahlung können sich anschließen.

## Eigenschaften
Tyvek verhält sich von seiner Verformbarkeit her etwa wie Papier, ist dabei aber strapazierfähiger. Als Material für Schutzkleidung ist es deshalb geeignet, weil Tyvek einerseits selbst nur sehr wenige Fasern verliert, andererseits durch das Vlies nahezu keine vom Körper abgeschiedenen Zellen aus dem Anzug heraustreten können. So können sterile Arbeitsbedingungen, wie sie in unten genannten Arbeitsbereichen benötigt werden, aufrechterhalten werden.

## Recycling
Obwohl speziell die Tyvek-Serie 10 äußerlich Papier gleicht, ist es ein Kunststoff, es kann nicht auf die gleiche Weise wie Papier recycelt werden. Die Firma gibt zahlreiche Wiederverwendungsmöglichkeiten auf ihrer Webseite an. Beachtet werden muss, dass Tyvek, das für Schutzanzüge eingesetzt wird, je nach der Art der Kontamination für die Wiederverwertung speziellen Regelungen unterliegen kann.

## Verwendung
- Schutzkleidung für Reinbereiche oder Schutz vor Verschmutzung (Lackieren)
- Abdeckungen für Autos, Motorräder und Gartenmöbel zum Schutz vor Schnee und Eis, Umweltverschmutzung, Verunreinigung durch Vögel und Bäume.
- Im Bereich Sportsponsoring wurde Tyvek beim Werbemittel „Drehbande“ eingesetzt, u. a. bei den Spielen der deutschen Fußballnationalmannschaft
- Verpackungsmaterial für Sterilgut (Sterilisationsbeutel für Plasmasterilisation)
- Aufgrund der Dampfdiffusionsoffenheit, bei gleichzeitiger Wasserdichtigkeit wird es auch als zweite Dachhaut verwendet.
- Aufgrund seiner Reißfestigkeit wird Tyvek auch oft für Kontroll- und Einlassarmbänder (Partybänder) auf Festen genutzt.
- CD-/DVD-Hüllen bzw. Verpackungsmaterial für den Versand der Medien auf dem Postweg, es wird z. B. für den DVD-Ausleih-Service verwendet.
- Für den Bau von Drachen eignet sich Tyvek, da es sich gut bemalen, kleben und nähen lässt und wetterfest ist.
- Versuche um 1980, Tyvek auch für die Herstellung von Kunststoffgeldscheinen zu nutzen, haben jedoch außer auf  Haiti, Costa Rica und der Isle of Man keine breite Anwendung gefunden.
- Als Tyvek HomeWrap wird es besonders bei Wohnhäusern aus Holz, wie sie besonders auf dem amerikanischen Kontinent gebaut werden, als Wetterschutz benutzt. Dazu wird das Haus bis auf Türen und Fenster nahezu eingewickelt (wrapped). Dadurch kann Wasser nicht eindringen, doch innen entstehender Wasserdampf (gasförmig) nach außen diffundieren.
- Als Verpackungsmaterial für Kunstwerke, z. B. für Transporte bei Ausstellungen oder zur Einlagerung.
- Als Material für regenbeständige Landkarten
- Damenhandtaschen, Geld- und Laptoptaschen
- Bücher für Babys und Kleinkinder
- Etiketten zur Kennzeichnung von Bäumen (in Form einer Schleife)